# Veneer (hudební skupina)
Veneer je slovenská hudební skupina, která kombinuje pop rock a trip hop. Původními členy byl Daniel Bihány, Simona Danihelová a Pavol Hubinák. V roce 2017 Danihelovou nahradila zpěvačka Habbiel (vlastním jménem Katarína Cihová).
V počátcích byla skupina známá především svými remixy pro jiné hudebníky (např. OK Band, Tata Bojs či Ecstasy Of Saint Theresa, ale i Lenny Kravitz).
V roce 2003 Veneer vydali své debutové album Light. Vyšlo na českém labelu Escape a produkovali ho Dušan Neuwerth a Milan Cais. Po dlouhé pauze skupina zakotvila u vydavatelství Deadred Records. V letech 2020 a 2021 tu vydala dvojici EP Recovery a Near You a v roce 2024 následovalo druhé album Splint.